# Jabkenice
Obec Jabkenice je obec v okrese Mladá Boleslav, ležící asi 20 km jihovýchodně od Mladé Boleslavi. Z větší části leží na území přírodního parku Jabkenicko. Žije zde 488 obyvatel.

## Historie
První písemná zmínka o obci, pod názvem Jablkynice, pochází z roku 1352, území však bylo osídleno pravděpodobně již kolem roku 1000. Roku 1950 byla obec Jablkynice přejmenována na Jabkenice.

### Územněsprávní začlenění
Dějiny územněsprávního začleňování zahrnují období od roku 1850 do současnosti. V chronologickém přehledu je uvedena územně administrativní příslušnost obce v roce, kdy ke změně došlo:
- 1850 země česká, kraj Jičín, politický i soudní okres Mladá Boleslav[5]
- 1855 země česká, kraj Mladá Boleslav, soudní okres Mladá Boleslav[5]
- 1868 země česká, politický i soudní okres Mladá Boleslav[5]
- 1939 země česká, Oberlandrat Jičín, politický i soudní okres Mladá Boleslav[6]
- 1942 země česká, Oberlandrat Praha, politický i soudní okres Mladá Boleslav[7]
- 1945 země česká, správní i soudní okres Mladá Boleslav[8]
- 1949 Pražský kraj, okres Mladá Boleslav[9]
- 1960 Středočeský kraj, okres Mladá Boleslav[10]

### Rok 1932
V obci Jablkynice (514 obyvatel, katolický kostel) byly v roce 1932 evidovány tyto živnosti a obchody: družstvo pro rozvod elektrické energie v Jablkynicích, holič, 2 hostince, kolář, kovář, krejčí, rolník, řezník, 2 obchody se smíšeným zbožím, spořitelní a záložní spolek pro Jablkynice, švadlena, trafika, truhlář, velkostatek Thurn-Taxis, zámečník.

## Připomínka Bedřicha Smetany
V roce 1875 byl místním nadlesním jmenován Josef Schwarz, se kterým se do obce 1. června přistěhoval jeho tchán, český skladatel Bedřich Smetana. Zde pak žil téměř nepřetržitě až do své smrti v roce 1884.

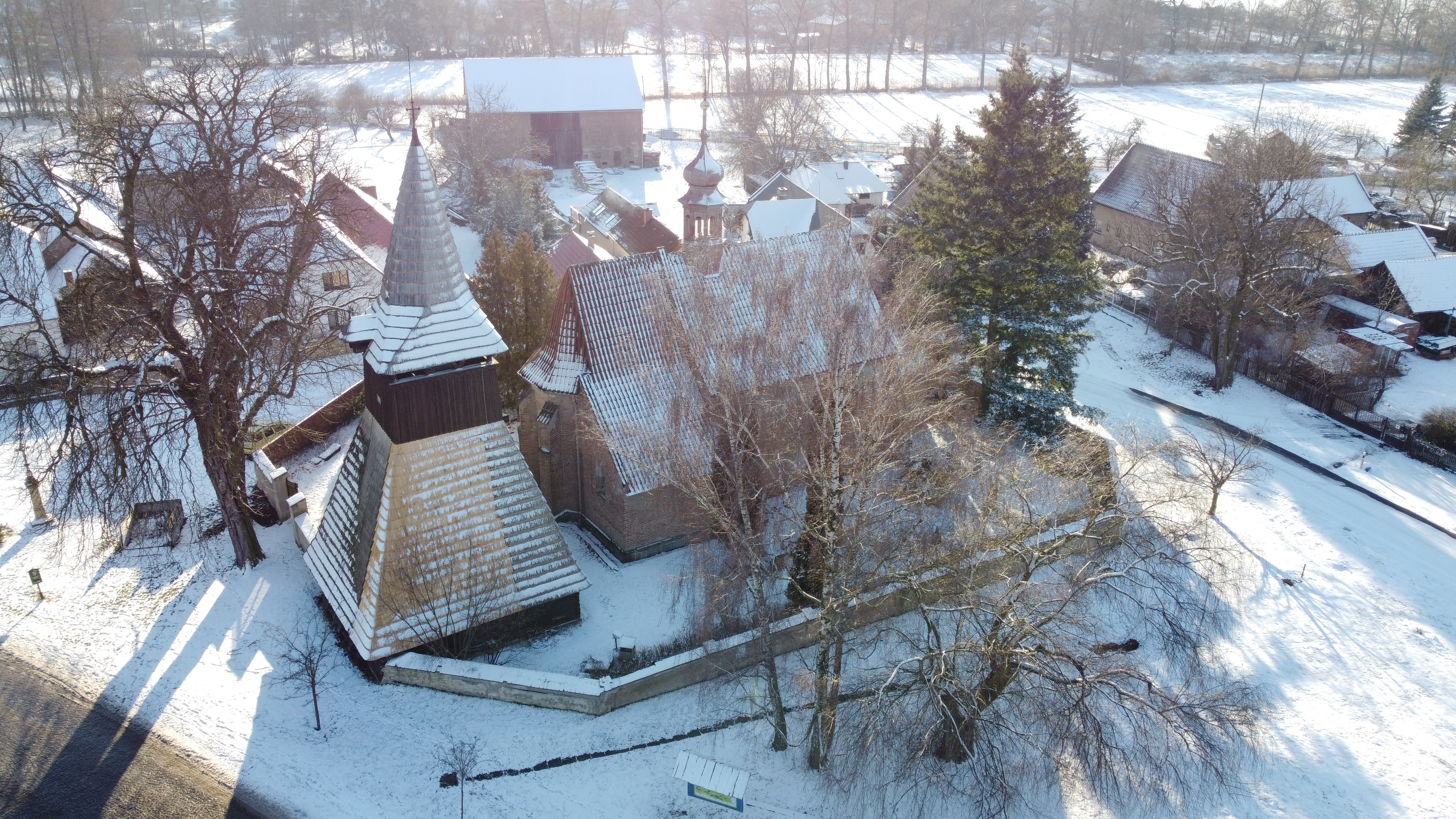
Kostel Narození Panny Marie a Dřevěná Zvonice na návsi

V roce 1888 byla Smetanovi na myslivně odhalena pamětní deska, roku 1928 zde byla jako malé muzeum zpřístupněna jeho pracovna, i když budova sloužila svému původnímu účelu. V roce 1936 myslivnu odkoupilo sdružení Dědictví Bedřicha Smetany v Jabkenicích a ve spolupráci se Smetanovým muzeem zde byla roku 1937 otevřena první stálá expozice. V roce 1950 převzalo Smetanovo muzeum myslivnu do své správy a instalovalo expozici novou, poslední expozice zde byla přístupná v letech 1964 až 1987. Od roku 1987 probíhala rozsáhlá rekonstrukce objektu, na novou expozici však nebyly finanční prostředky. Myslivna tak zůstala 15 let veřejnosti nepřístupná.

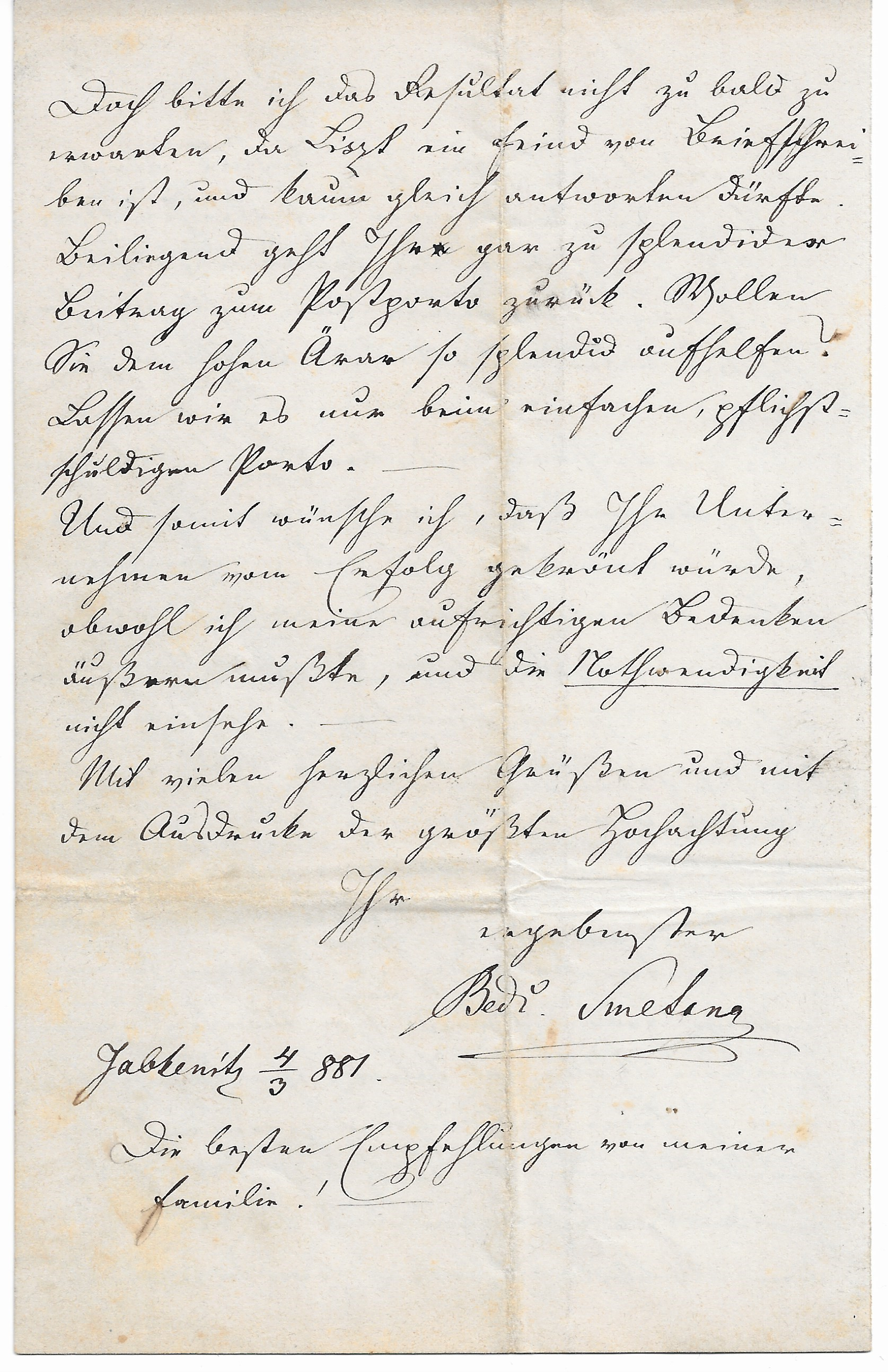
Poslední strana dopisu, který v roce 1881 napsal Bedřich Smetana v Jabkenicích.

Nová, v pořadí čtvrtá stálá expozice, otevřená v roce 2003, je věnována jabkenickému období Smetanova života. Obrazovými a písemnými dokumenty i řadou osobních a rodinných předmětů přibližuje život Smetanovy rodiny i rodiny Žofie a Josefa Schwarzových v Jabkenicích a kontakty B. Smetany s Mladoboleslavskem ještě před jeho příchodem do Jabkenic a dokumentuje Smetanovu tvorbu jabkenického období, především její provozování a šíření na koncertech, operních scénách a prostřednictvím hudebních vydavatelství v Čechách i v zahraničí. Jádrem expozice jsou interiéry Smetanovy pracovny a rodinného salónu zrekonstruované podle dobových svědectví a zařízené zčásti i původním dochovaným nábytkem Smetanovy rodiny a dalšími autentickými památkami. V sále s malou galerií obrazů skladatelova vnuka Zdeňka Schwarze je možný nerušený poslech Smetanových skladeb dle vlastního výběru. Od roku 2004 je zde nainstalována zrestaurovaná opona jabkenických ochotníků namalovaná v roce 1877 skladatelovou manželkou Betty Smetanovou.

## Památky
- raně gotický kostel Narození Panny Marie
- dřevěná zvonice z 15. století
- zbytky hradiště na návrší Hrádek
- boží muka
- Jabkenická obora
- myslivna čp. 33

## Doprava
Silniční doprava
Obcí prochází silnice II/275 Bezno - Brodce - Jabkenice - Křinec - Dymokury.
Železniční doprava
Železniční trať ani stanice na území obce nejsou. Nejblíže obci je železniční stanice Luštěnice ve vzdálenosti 5 km ležící na trati 071 z Nymburka do Mladé Boleslavi.
Autobusová doprava
V obci zastavovaly v pracovních dnech května 2011 příměstské autobusové linky Mladá Boleslav-Semčice-Mcely (8 spojů tam, 6 spojů zpět) (dopravce TRANSCENTRUM bus, s.r.o.) a Loučeň-Mladá Boleslav (7 spojů tam i zpět) (dopravce Okresní autobusová doprava Kolín, s.r.o.).